# Zopiclonă
Zopiclona este un medicament sedativ-hipnotic utilizat în tratamentul insomniilor. Face parte din categoria hiponoticelor non-benzodiazepinice, subclasa ciclopirolone. Calea de administrare disponibilă este cea orală. Eszopiclona este stereoizomerul său activ.

## Utilizări medicale
Zopiclona este utilizată pentru tratamentul de scurtă durată al insomniilor severe, tranzitorii sau ocazionale. Utilizarea sa pe termen lung este contraindicată, deoarece este un medicament care induce toleranță și dependență.

## Farmacologie
Zopiclona se leagă de situsul de legare specific benzodiazepinelor (BZ) de pe receptorul de tip A pentru acidul gama-aminobutiric (GABAA), acționând ca modulator alosteric pozitiv al acestuia. Această acțiune duce la diminuarea excitabilității neuronilor, inducând efectele sedativ-hipnotice. De asemenea, prezintă unele efecte anxiolitice, miorelaxante și anticonvulsivante, dar slabe.